# Gran Premio del Giappone 1989
Il Gran Premio del Giappone 1989 fu il quindicesimo appuntamento della stagione di Formula 1 1989. Disputatosi il 22 ottobre sul circuito di Suzuka, ha visto la vittoria di Alessandro Nannini su Benetton - Ford, seguito da Riccardo Patrese e da Thierry Boutsen. La gara è nota anche per il controverso incidente alla chicane del Triangolo CASIO tra Senna e Prost, che consegnò a quest'ultimo il terzo titolo mondiale della sua carriera.

## Prima della gara
- Prost si presentò a questa gara con un vantaggio di sedici punti sul compagno di squadra Senna; a due gare dal termine del campionato, il pilota brasiliano era costretto a vincere per mantenere aperta la lotta per il titolo mondiale.
- Dopo aver saltato per squalifica il Gran Premio di Spagna Nigel Mansell tornò alla guida della sua Ferrari.
- La Minardi sostituì solo per questa gara Pierluigi Martini, infortunato, con Paolo Barilla.
- Dopo aver fatto correre per una gara Gregor Foitek, la Rial affidò la seconda vettura a Bertrand Gachot.

## Pre qualifiche

### Classifica
| Pos                        | No | Pilota             | Costruttore/Motore           | Tempo       |
| -------------------------- | -- | ------------------ | ---------------------------- | ----------- |
| 1                          | 17 | Nicola Larini      | Osella - Ford Cosworth       | 1'43"035    |
| 2                          | 30 | Philippe Alliot    | Lola Larrousse - Lamborghini | 1'43"089    |
| 3                          | 34 | Bernd Schneider    | Zakspeed - Yamaha            | 1'44"053    |
| 4                          | 29 | Michele Alboreto   | Lola Larrousse - Lamborghini | 1'44"075    |
| Vetture non prequalificate |    |                    |                              |             |
| NPQ                        | 18 | Piercarlo Ghinzani | Osella - Ford Cosworth       | 1'44"313    |
| NPQ                        | 31 | Roberto Moreno     | Coloni - Ford Cosworth       | 1'44"498    |
| NPQ                        | 36 | Stefan Johansson   | Onyx - Ford Cosworth         | 1'44"582    |
| NPQ                        | 35 | Aguri Suzuki       | Zakspeed - Yamaha            | 1'44"780    |
| NPQ                        | 33 | Oscar Larrauri     | EuroBrun - Judd              | 1'45"446    |
| NPQ                        | 37 | Jyrki Järvilehto   | Onyx - Ford Cosworth         | 1'45"787    |
| NPQ                        | 40 | Gabriele Tarquini  | AGS - Ford Cosworth          | 1'46"705    |
| NPQ                        | 41 | Yannick Dalmas     | AGS - Ford Cosworth          | 1'48"306    |
| NPQ                        | 32 | Enrico Bertaggia   | Coloni - Ford Cosworth       | Senza tempo |

## Qualifiche
Senna conquistò la dodicesima pole position stagionale, infliggendo un distacco di un secondo e sette decimi al compagno di squadra Prost; in seconda fila si piazzarono i due piloti della Ferrari, con Berger davanti al rientrante Mansell. Patrese fece segnare il quinto tempo, davanti a Nannini, Boutsen, Alliot, Modena e il sorprendente Larini, decimo con l'Osella.

### Classifica
| Pos                     | No | Pilota                | Costruttore/Motore                      | Q1       | Q2       | Distacco |
| ----------------------- | -- | --------------------- | --------------------------------------- | -------- | -------- | -------- |
| 1                       | 1  | Ayrton Senna          | McLaren - Honda                         | 1'39"493 | 1'38"041 |          |
| 2                       | 2  | Alain Prost           | McLaren - Honda                         | 1'40"875 | 1'39"771 | +1"730   |
| 3                       | 28 | Gerhard Berger        | Ferrari                                 | 1'41"253 | 1'40"187 | +2"146   |
| 4                       | 27 | Nigel Mansell         | Ferrari                                 | 1'40"608 | 1'40"406 | +2"365   |
| 5                       | 6  | Riccardo Patrese      | Williams - Renault                      | 1'42"397 | 1'40"936 | +2"895   |
| 6                       | 19 | Alessandro Nannini    | Benetton - Ford Cosworth                | 1'41"601 | 1'41"103 | +3"062   |
| 7                       | 5  | Thierry Boutsen       | Williams - Renault                      | 1'42"943 | 1'41"324 | +3"283   |
| 8                       | 30 | Philippe Alliot       | Lola Larrousse - Lamborghini            | 1'42"534 | 1'41"336 | +3"295   |
| 9                       | 8  | Stefano Modena        | Brabham - Judd                          | 1'42"909 | 1'41"458 | +3"417   |
| 10                      | 17 | Nicola Larini         | Osella - Ford Cosworth                  | 1'42"483 | 1'41"519 | +3"478   |
| 11                      | 11 | Nelson Piquet         | Lotus - Judd                            | 1'43"386 | 1'41"802 | +3"761   |
| 12                      | 12 | Satoru Nakajima       | Lotus - Judd                            | 1'43"370 | 1'41"988 | +3"947   |
| 13                      | 7  | Martin Brundle        | Brabham - Judd                          | 1'44"236 | 1'42"182 | +4"241   |
| 14                      | 24 | Luis Pérez-Sala       | Minardi - Ford Cosworth                 | 1'43"107 | 1'42"283 | +4"242   |
| 15                      | 21 | Alex Caffi            | Dallara Scuderia Italia - Ford Cosworth | 1'43"171 | 1'42"488 | +4"447   |
| 16                      | 22 | Andrea De Cesaris     | Dallara Scuderia Italia - Ford Cosworth | 1'43"904 | 1'42"581 | +4"540   |
| 17                      | 16 | Ivan Capelli          | March - Judd                            | 1'43"851 | 1'42"672 | +4"631   |
| 18                      | 4  | Jean Alesi            | Tyrrell - Ford Cosworth                 | 1'43"306 | 1'42"709 | +4"668   |
| 19                      | 23 | Paolo Barilla         | Minardi - Ford Cosworth                 | 1'46"096 | 1'42"780 | +4"739   |
| 20                      | 15 | Maurício Gugelmin     | March - Judd                            | 1'44"805 | 1'42"880 | +4"839   |
| 21                      | 34 | Bernd Schneider       | Zakspeed - Yamaha                       | 1'44"323 | 1'42"892 | +4"851   |
| 22                      | 20 | Emanuele Pirro        | Benetton - Ford Cosworth                | 1'43"217 | 1'43"063 | +5"022   |
| 23                      | 26 | Olivier Grouillard    | Ligier - Ford Cosworth                  | 1'45"801 | 1'43"379 | +5"338   |
| 24                      | 10 | Eddie Cheever         | Arrows - Ford Cosworth                  | 1'44"501 | 1'43"511 | +5"470   |
| 25                      | 9  | Derek Warwick         | Arrows - Ford Cosworth                  | 1'44"288 | 1'43"599 | +5"558   |
| 26                      | 3  | Jonathan Palmer       | Tyrrell - Ford Cosworth                 | 1'43"955 | 1'43"757 | +5"716   |
| Vetture non qualificate |    |                       |                                         |          |          |          |
| NQ                      | 25 | René Arnoux           | Ligier - Ford Cosworth                  | 1'44"221 | 1'44"030 | +5"989   |
| NQ                      | 29 | Michele Alboreto      | Lola Larrousse - Lamborghini            | 1'44"063 | 1'44"101 | +6"022   |
| NQ                      | 38 | Pierre-Henri Raphanel | Rial - Ford Cosworth                    | 2'11"328 | 1'47"160 | +9"119   |
| NQ                      | 39 | Bertrand Gachot       | Rial - Ford Cosworth                    | 1'50"883 | 1'47"295 | +9"254   |

## Gara
Al via Prost scattò meglio del compagno di squadra, sopravanzandolo e prendendo autorevolmente la testa della corsa. Il pilota francese conquistò inizialmente un buon margine su Senna, rimanendo in prima posizione anche dopo il cambio gomme, ma in seguito il pilota brasiliano ruppe ogni indugio e cominciò a rimontare giro dopo giro, portandosi a ridosso del rivale. 
Sul finire del 47º giro, a sei giri dalla fine, in prossimità della curva Triangolo CASIO (la seconda più lenta del circuito dopo la curva Hairpin), Prost cominciò a frenare nel momento in cui Senna l'attaccò audacemente sul fianco destro; il francese s'accorse in extremis della mossa del brasiliano dallo specchietto e lo chiuse all'apice della chicane, bloccandogli la strada: i due vennero a contatto e le vetture si fermarono all'imboccatura della via di fuga. Con entrambi i motori fermi, i commissari s'affrettarono a spostare le due vetture; lasciando la prima marcia inserita e mettendo così in difficoltà i commissari durante la rimozione, Prost si slacciò le cinture e s'apprestò ad abbandonare la sua monoposto ormai sicuro d'aver vinto il mondiale e convinto che il compagno di squadra lo imitasse, ma Senna non si diede per vinto e, restando all'interno dell'abitacolo, fece cenno ai commissari di spingere la sua McLaren in modo da riavviare il motore e riuscendo così a ripartire, attraversando però la via di fuga. Senna dovette effettuare un intero giro prima di rientrare ai box per sostituire l'alettone anteriore, danneggiatosi a seguito della collisione con Prost e che si staccò definitivamente alla curva Degner, cedendo così temporaneamente la prima posizione a Nannini; il pilota italiano non poté resistere alla rimonta del brasiliano, che nel corso del 51º passaggio lo superò, sempre alla curva del Triangolo CASIO e senza riscontrare problemi, tagliando poi per primo il traguardo. 
Subito dopo la gara, tuttavia, Senna fu squalificato per aver tratto vantaggio dalla spinta dei commissari che di fatto gli permisero di riaccendere il suo motore, oltre ad esser rientrato in pista dalla via di fuga e non percorrendo la chicane medesima dopo l'incidente con Prost, manovra vietata da regolamento. Dopo svariate contestazioni, dalla sentenza del Tribunale Internazionale d'Appello della FISA si legge (pubblicata in italiano da Autosprint) "uso irregolare della manovra di sgombero per rimettere in moto la sua vettura". La vittoria fu quindi assegnata a Nannini, che colse di fatto il primo (ed unico) successo in carriera; alle spalle del pilota della Benetton furono classificati, nell'ordine, Patrese, Boutsen, Piquet, Brundle e Warwick. Grazie a questo risultato Prost divenne matematicamente Campione del Mondo per la terza volta in carriera. Per la Ford (in collaborazione con Cosworth) si trattò della prima vittoria dal Gran Premio degli Stati Uniti d'America-Est 1983. Per il team Benetton fu la seconda vittoria nella storia del team che ritornò a vincere dopo 3 anni dal gran premio del messico 1986 con Berger.

### Classifica
| Pos | N  | Pilota                | Costruttore/Motore                      | Giri | Tempo/Ritiro                | Griglia | Punti |
| --- | -- | --------------------- | --------------------------------------- | ---- | --------------------------- | ------- | ----- |
| 1   | 19 | Alessandro Nannini    | Benetton - Ford Cosworth                | 53   | 1'35'06"277                 | 6       | 9     |
| 2   | 6  | Riccardo Patrese      | Williams - Renault                      | 53   | + 11"904                    | 5       | 6     |
| 3   | 5  | Thierry Boutsen       | Williams - Renault                      | 53   | + 13"446                    | 7       | 4     |
| 4   | 11 | Nelson Piquet         | Lotus - Judd                            | 53   | + 1'44"225                  | 11      | 3     |
| 5   | 7  | Martin Brundle        | Brabham - Judd                          | 52   | + 1 giro                    | 13      | 2     |
| 6   | 9  | Derek Warwick         | Arrows - Ford Cosworth                  | 52   | + 1 giro                    | 25      | 1     |
| 7   | 15 | Maurício Gugelmin     | March - Judd                            | 52   | + 1 giro                    | 20      |       |
| 8   | 10 | Eddie Cheever         | Arrows - Ford Cosworth                  | 52   | + 1 giro                    | 24      |       |
| 9   | 21 | Alex Caffi            | Dallara Scuderia Italia - Ford Cosworth | 52   | + 1 giro                    | 15      |       |
| 10  | 22 | Andrea De Cesaris     | Dallara Scuderia Italia - Ford Cosworth | 51   | + 2 giri                    | 16      |       |
| SQ  | 1  | Ayrton Senna          | McLaren - Honda                         | 53   | Squalificato                | 1       |       |
| Rit | 2  | Alain Prost           | McLaren - Honda                         | 46   | Collisione con A.Senna      | 2       |       |
| Rit | 8  | Stefano Modena        | Brabham - Judd                          | 46   | Motore                      | 9       |       |
| Rit | 27 | Nigel Mansell         | Ferrari                                 | 43   | Motore                      | 4       |       |
| Rit | 12 | Satoru Nakajima       | Lotus - Judd                            | 41   | Motore                      | 12      |       |
| Rit | 4  | Jean Alesi            | Tyrrell - Ford Cosworth                 | 37   | Cambio                      | 18      |       |
| Rit | 30 | Philippe Alliot       | Lola Larrousse - Lamborghini            | 36   | Motore                      | 8       |       |
| Rit | 28 | Gerhard Berger        | Ferrari                                 | 34   | Cambio                      | 3       |       |
| Rit | 20 | Emanuele Pirro        | Benetton - Ford Cosworth                | 33   | Collisione con A.De Cesaris | 22      |       |
| Rit | 26 | Olivier Grouillard    | Ligier - Ford Cosworth                  | 31   | Motore                      | 23      |       |
| Rit | 16 | Ivan Capelli          | March - Judd                            | 27   | Sospensioni posteriori      | 17      |       |
| Rit | 17 | Nicola Larini         | Osella - Ford Cosworth                  | 21   | Freni                       | 10      |       |
| Rit | 3  | Jonathan Palmer       | Tyrrell - Ford Cosworth                 | 20   | Perdita di carburante       | 26      |       |
| Rit | 34 | Bernd Schneider       | Zakspeed - Yamaha                       | 1    | Cambio                      | 21      |       |
| Rit | 24 | Luis Pérez-Sala       | Minardi - Ford Cosworth                 | 0    | Collisione con J.Palmer     | 14      |       |
| Rit | 23 | Paolo Barilla         | Minardi - Ford Cosworth                 | 0    | Frizione                    | 19      |       |
| NQ  | 25 | René Arnoux           | Ligier - Ford Cosworth                  |      |                             |         |       |
| NQ  | 29 | Michele Alboreto      | Lola Larrousse - Lamborghini            |      |                             |         |       |
| NQ  | 38 | Pierre-Henri Raphanel | Rial - Ford Cosworth                    |      |                             |         |       |
| NQ  | 39 | Bertrand Gachot       | Rial - Ford Cosworth                    |      |                             |         |       |
| NPQ | 18 | Piercarlo Ghinzani    | Osella - Ford Cosworth                  |      |                             |         |       |
| NPQ | 31 | Roberto Moreno        | Coloni - Ford Cosworth                  |      |                             |         |       |
| NPQ | 36 | Stefan Johansson      | Onyx - Ford Cosworth                    |      |                             |         |       |
| NPQ | 35 | Aguri Suzuki          | Zakspeed - Yamaha                       |      |                             |         |       |
| NPQ | 33 | Oscar Larrauri        | EuroBrun - Judd                         |      |                             |         |       |
| NPQ | 37 | Jyrki Järvilehto      | Onyx - Ford Cosworth                    |      |                             |         |       |
| NPQ | 40 | Gabriele Tarquini     | AGS - Ford Cosworth                     |      |                             |         |       |
| NPQ | 41 | Yannick Dalmas        | AGS - Ford Cosworth                     |      |                             |         |       |
| NPQ | 32 | Enrico Bertaggia      | Coloni - Ford Cosworth                  |      |                             |         |       |

## Polemiche dopo la gara
Dopo il successivo ed ultimo gran premio della stagione in Australia, l'incidente tra Prost e Senna e la successiva squalifica del brasiliano in Giappone tornarono drasticamente alla ribalta, creando uno strascico di polemiche che si trascinarono per tutto l'inverno: il ricorso della McLaren fu respinto dal tribunale della FISA che, non solo si limitò a ratificare le decisioni prese a Suzuka, bensì ritenne opportuno giudicare Senna come un "pilota pericoloso per la sicurezza degli altri piloti", facendo riferimento anche ad altri episodi controversi che avevano visto come protagonista lo stesso pilota brasiliano, imponendogli inoltre il pagamento di una multa di 100000 $. 
In seguito a ciò, Senna accusò la federazione d'aver manipolato l'esito del Campionato e, in particolar modo, si scagliò sul presidente Jean-Marie Balestre, accusandolo di favoreggiamento sul connazionale Prost; Di conseguenza, la FISA optò anche per la sospensione della superlicenza di Senna per sei mesi, necessaria per poter gareggiare nelle competizioni motoristiche. Incredulo ed amareggiato sulla decisione presa a Parigi, Senna meditò il ritiro dalle corse. La situazione si risolse solo poco prima dell'inizio della stagione 1990, tramite una semplice lettera di scuse da parte di Senna verso Balestre e la federazione, che, accettandole, gli ripristinarono in anticipo la superlicenza, anche se alcune fonti indicano Ron Dennis come l'autore di tale lettera con tanto di firma falsificata.

## Classifiche

### Piloti
| Pos. | Pilota             | Punti   |
| ---- | ------------------ | ------- |
| 1    | Alain Prost        | 76 (81) |
| 2    | Ayrton Senna       | 60      |
| 3    | Nigel Mansell      | 38      |
| 4    | Riccardo Patrese   | 36      |
| 5    | Thierry Boutsen    | 28      |
| 6    | Alessandro Nannini | 26      |
| 7    | Gerhard Berger     | 21      |
| 8    | Nelson Piquet      | 12      |
| 9    | Jean Alesi         | 8       |
| 10   | Derek Warwick      | 7       |
| 11   | Michele Alboreto   | 6       |
| 12   | Eddie Cheever      | 6       |
| 13   | Stefan Johansson   | 6       |
| 14   | Johnny Herbert     | 5       |
| 15   | Maurício Gugelmin  | 4       |
| 16   | Stefano Modena     | 4       |
| 17   | Andrea De Cesaris  | 4       |
| 18   | Alex Caffi         | 4       |
| 19   | Pierluigi Martini  | 4       |
| 20   | Martin Brundle     | 4       |
| 21   | Christian Danner   | 3       |
| 22   | René Arnoux        | 2       |
| 23   | Jonathan Palmer    | 2       |
| 24   | Gabriele Tarquini  | 1       |
| 25   | Olivier Grouillard | 1       |
| 26   | Luis Pérez-Sala    | 1       |
| 27   | Philippe Alliot    | 1       |

### Costruttori
| Pos. | Team                                    | Punti |
| ---- | --------------------------------------- | ----- |
| 1    | McLaren - Honda                         | 141   |
| 2    | Williams - Renault                      | 64    |
| 3    | Ferrari                                 | 59    |
| 4    | Benetton - Ford Cosworth                | 31    |
| 5    | Tyrrell - Ford Cosworth                 | 16    |
| 6    | Arrows - Ford Cosworth                  | 13    |
| 7    | Lotus - Judd                            | 12    |
| 8    | Dallara Scuderia Italia - Ford Cosworth | 8     |
| 9    | Brabham - Judd                          | 8     |
| 10   | Onyx - Ford Cosworth                    | 6     |
| 11   | Minardi - Ford Cosworth                 | 5     |
| 12   | March - Judd                            | 4     |
| 13   | Rial - Ford Cosworth                    | 3     |
| 14   | Ligier - Ford Cosworth                  | 3     |
| 15   | AGS - Ford Cosworth                     | 1     |
| 16   | Lola Larrousse - Lamborghini            | 1     |